# Paul Véronge de La Nux
Paul Véronge de La Nux est un pianiste et compositeur français né le 29 juin 1853 à Fontainebleau et mort le 5 juin 1928 à Paris.

## Biographie
Fils de Marc Véronge de La Nux (1830-1914), qui fut le professeur de piano d'André Gide, Paul baigne enfant dans la musique et prend ses premières leçons auprès de son père,. 
Il entre ensuite au Conservatoire de Paris où il est l'élève de Georges Mathias en piano et de François Bazin en composition. Premier accessit d'harmonie et accompagnement en 1870, il obtient un premier prix de contrepoint et fugue en 1872 ainsi que deuxième accessit de piano,,.
En 1874, il se présente au concours du Prix de Rome et est récompensé d'un premier Second Grand prix. En 1876 il est lauréat du Premier Grand prix, qu'il partage avec Paul Hillemacher, pour sa cantate Judith, sur des paroles de Paul Alexandre.
Comme envois de Rome il écrit une Ouverture symphonique ainsi que des fragments de deux opéras, David Rizzio (1877) et Lucréce (1878). À son retour de la Villa Médicis en 1881, il est chef de chant au théâtre de la Renaissance.
En 1903, il est nommé Inspecteur de l'enseignement musical à la suite de Gustave Canoby et le reste jusqu'à sa retraite en 1925. Il est remplacé à ce poste par Paul Vidal.
Comme compositeur, il est l'auteur de nombreuses mélodies, de pièces pour piano et de musique de chambre, et d'un grand opéra créé le 28 mai 1890 à l'Opéra de Paris, Zaïre.
Il est nommé chevalier de la Légion d'honneur en 1892.

## Œuvre

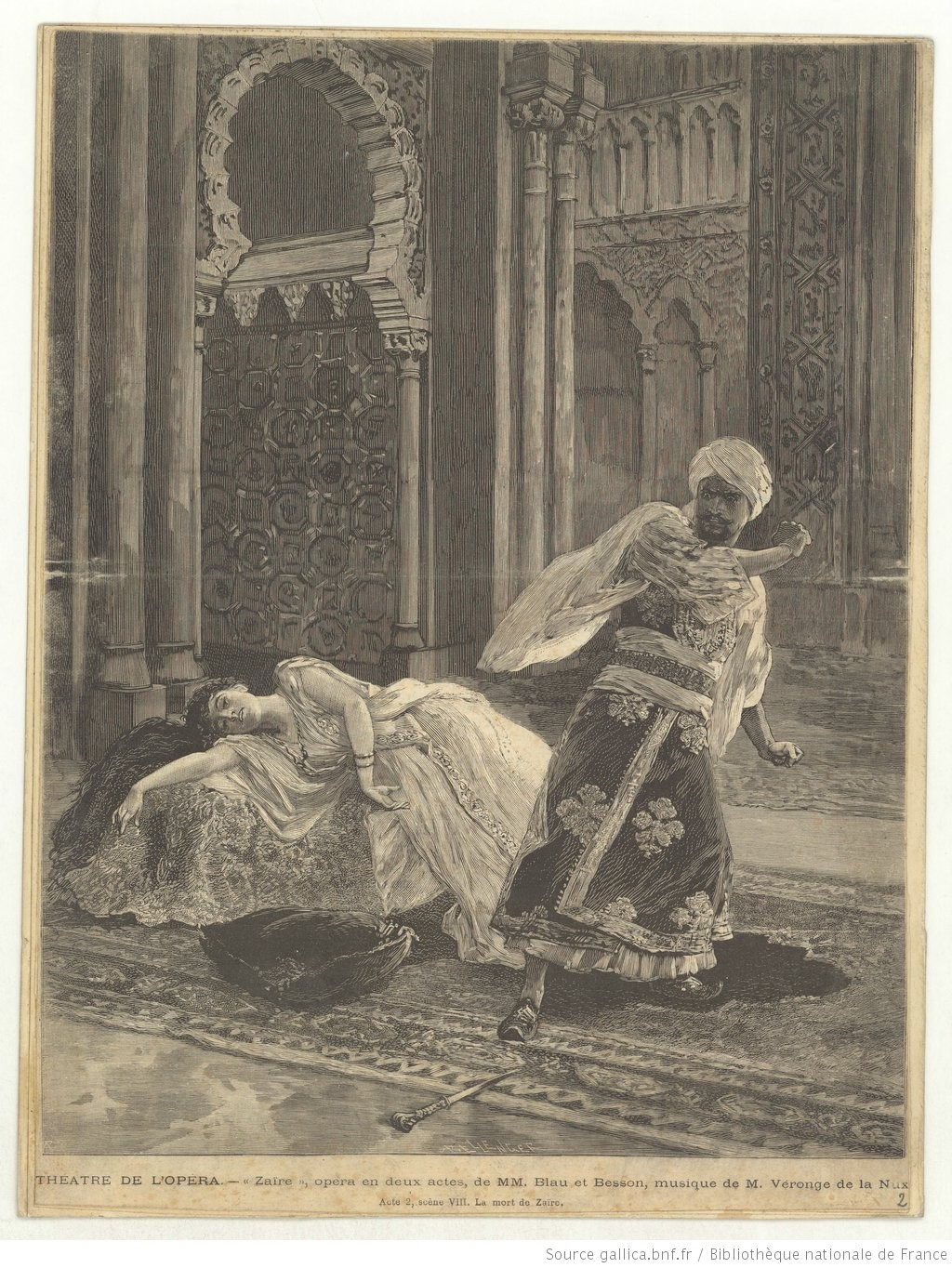
La mort de Zaïre, acte 2 scène 8, de l'opéra Zaïre de Véronge de La Nux, 1890.

Parmi ses œuvres figurent notamment :
- 10 mélodies pour chant et piano, en recueil
- plusieurs autres mélodies
- 3 pièces pour piano
- Suite orientale pour piano à 4 mains
- Solo de concours pour trombone avec accompagnement de piano, morceau de concours du Conservatoire en 1900[16]
- Morceau de concours pour clarinette avec accompagnement de harpe ou piano, morceau de concours du Conservatoire en 1906[17]
- Zaïre, opéra en 2 actes, sur un livret d'Édouard Blau et Louis Besson, d'après Voltaire, création à l’Opéra de Paris le 28 mai 1890[18]
- Musique de scène pour Isora, drame d'Adolphe Aderer représenté en 1895 au théâtre de l'Odéon[19]

## Distinctions
- Chevalier de la Légion d'honneur 1892